# プロビデンス (原子力潜水艦)
|          |                                            |
| 艦歴     |                                            |
| 発注     | 1979年4月16日                              |
| 起工     | 1982年10月14日                             |
| 進水     | 1984年8月4日                               |
| 就役     | 1985年7月27日                              |
| 退役     | 2021年12月2日                              |
| 除籍     | 2022年8月22日                              |
| その後   |                                            |
| 母港     | コネチカット州グロトン                     |
| 性能諸元 |                                            |
| 排水量   | 満載：6,184 トン、 基準：5,781 トン        |
| 全長     | 110.3 m (362 ft)                           |
| 全幅     | 10 m (33 ft)                               |
| 喫水     | 9.4 m (31 ft)                              |
| 最大速   | 水上25 kt (46 km/h)、 水中30+ kt (56 km/h) |
| 潜行深度 | 290 m (950 ft)                             |
| 機関     | S6G reactor 1基                            |
| 乗員     | 士官12名、兵員98名                         |
| モットー |                                            |
|          |                                            |

プロビデンス(USS Providence, SSN-719)は、アメリカ海軍のロサンゼルス級原子力潜水艦の32番艦。艦名はロードアイランド州プロビデンスに因んで命名された。その名を持つ艦としてはプロビデンス級ミサイル巡洋艦1番艦(CL-82/CLG-6/CG-6)以来5隻目。

## 艦歴
プロビデンスの建造は1979年4月16日にコネチカット州グロトンのジェネラル・ダイナミクス・エレクトリック・ボート社に発注され、1982年10月14日に起工した。1984年8月4日にウィリアム・F・スミス夫人によって命名、進水し、1985年7月27日に艦長E・モロウ大佐の指揮下就役した。
プロビデンスはトマホーク・ミサイルの垂直発射システム (VLS)を装備した最初のロサンゼルス級である。他の艦はテスト用の箱とプログラムを使用したが、プロビデンスは戦闘システム CCS MK1 および関連ソフトウェア C4.1 を使用して VLS からトマホークを発射した最初の潜水艦であった。
プロビデンスは西大西洋、地中海およびペルシャ湾へ数回展開した。また、フロリダ州のポート・カナベラル、ポート・エヴァーグレーズ、プエルトリコのルーズベルト・ローズ海軍ステーション、ノルウェーのトロムセ、ジブラルタル、フランスのトゥーロン、クレタ島のサウダ湾、イタリアのラ・マッダレーナ、スロベニアのコペル、バーレーンのマナーマ、ドバイ、アラブ首長国連邦などを親善訪問した。
プロビデンスは1998年、2001年および2003年にスエズ運河を通過した。ペルシア湾ではサザン・ウォッチ作戦、不朽の自由作戦、イラクの自由作戦に参加し、「紅海ウルフパックの大きな犬 Big dog of the Red Sea wolf pack」の愛称で呼ばれた。
2011年3月には、国連安保理決議1973で定められたリビア飛行禁止空域を実行するためにリビア沖に派遣され、オデッセイの夜明け作戦に従事した。
プロビデンスはコネチカット州グロトンのニューロンドン海軍潜水艦基地で第4潜水戦隊に所属する。
プロビデンスは3個の装甲軍遠征メダル、3個の海軍遠征メダル、4個の部隊勲功章、4個の海軍殊勲部隊章、5個のバトル「E」を受章し、最近ではテロ戦争遠征メダルを受章した。プロビデンスは1988年にトマホーク・ストライク・ダービーを受賞している。
プロビデンスは2021年9月23日、ワシントン州ブレマートンに到着し退役の準備を始め、2021年12月2日退役、2022年8月に除籍された。